# アスクレーア
アスクレーア（伊: Ascrea）は、イタリア共和国ラツィオ州リエーティ県にある、人口約210人の基礎自治体（コムーネ）。

## 地理

### 位置・広がり
リエーティ県のコムーネ。県都リエーティから南南東へ26kmの距離にある。

#### 隣接コムーネ
隣接するコムーネは以下の通り。
- カステル・ディ・トーラ
- コッレジョーヴェ
- ロンゴーネ・サビーノ
- マルチェテッリ
- パガーニコ・サビーノ
- ポッツァーリア・サビーナ
- ロッカ・シニバルダ
- ヴァルコ・サビーノ

### 気候分類・地震分類
アスクレーアにおけるイタリアの気候分類 (it) および度日は、zona E, 2742 GGである。
また、イタリアの地震リスク階級 (it) では、zona 2B (sismicità media) に分類される。